# سد تکزه
سد تکزه (به لاتین: Tekezé Dam) یک سد در اتیوپی است که در Amhara and Tigray Regions border, Ethiopia واقع شده‌است.